# Rouvroy-sur-Marne
Rouvroy-sur-Marne ist eine französische Gemeinde mit 368 Einwohnern (Stand 1. Januar 2022) im Département Haute-Marne in der Region Grand Est (vor 2016 Champagne-Ardenne). Sie gehört zum Arrondissement Saint-Dizier und zum Kanton Joinville.

## Geographie
Rouvroy-sur-Marne liegt etwa 28 Kilometer nördlich von Chaumont am Fluss Marne. Umgeben wird Rouvroy-sur-Marne von den Nachbargemeinden Mussey-sur-Marne im Norden, Donjeux im Osten, Gudmont-Villiers im Süden, Flammerécourt im Westen sowie Blécourt im Nordwesten.

## Bevölkerungsentwicklung
| Jahr                       | 1962 | 1968 | 1975 | 1982 | 1990 | 1999 | 2006 | 2011 | 2019 |
| -------------------------- | ---- | ---- | ---- | ---- | ---- | ---- | ---- | ---- | ---- |
| Einwohner                  | 288  | 304  | 257  | 345  | 315  | 348  | 346  | 371  | 375  |
| Quellen: Cassini und INSEE |      |      |      |      |      |      |      |      |      |

## Sehenswürdigkeiten

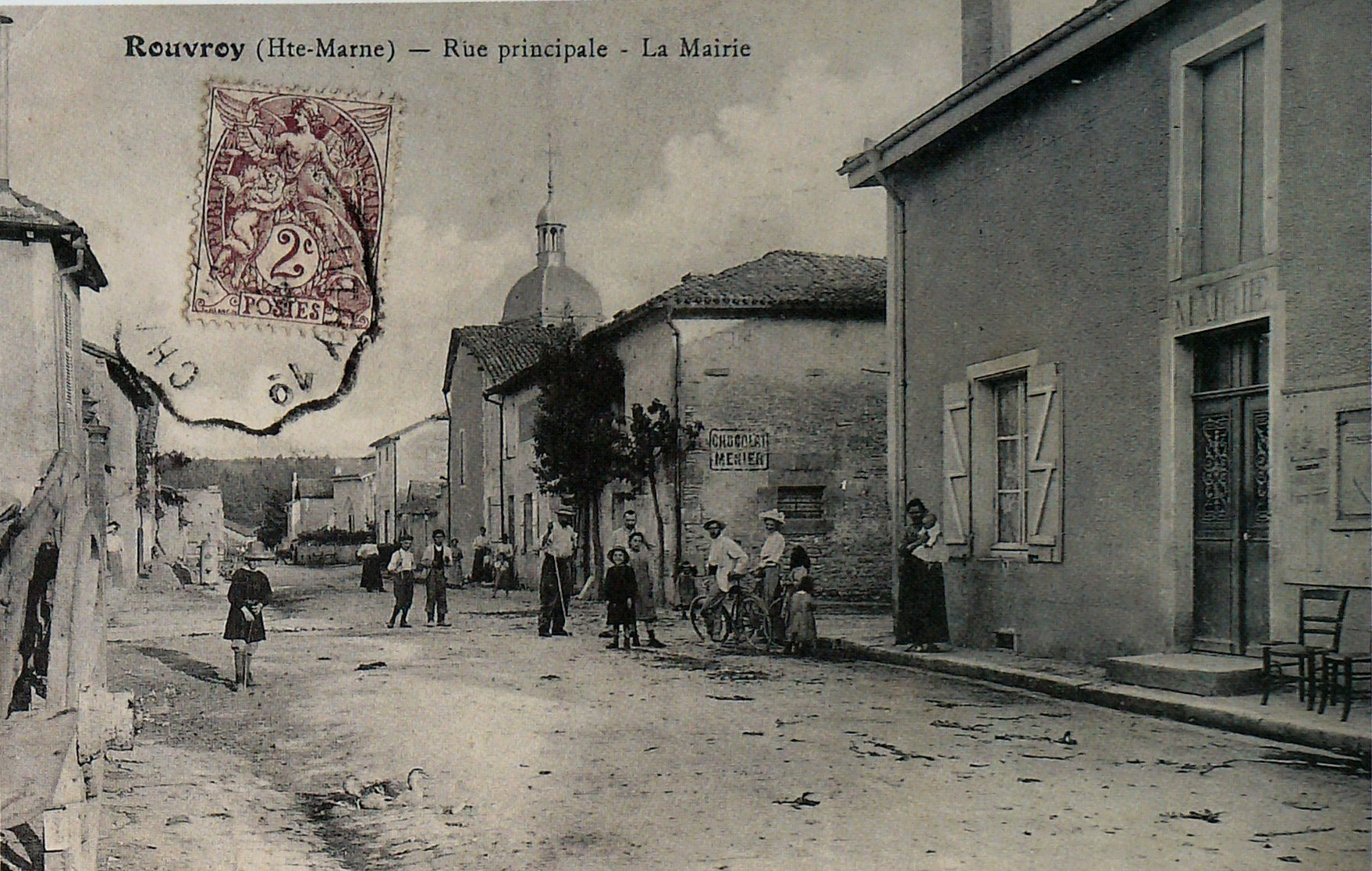
Postkarte aus Rouvroy (Anfang 20. Jahrhundert)

- Kirche Saint-Martin